# 693 Zerbinetta
693 Zerbinetta је астероид главног астероидног појаса са пречником од приближно 67,66 .
Афел астероида је на удаљености од 3,030 астрономских јединица (АЈ) од Сунца, а перихел на 2,862 АЈ.
Ексцентрицитет орбите износи 0,028, инклинација (нагиб) орбите у односу на раван еклиптике 14,205 степени, а орбитални период износи 1847,441 дана (5,058 година).
Апсолутна магнитуда астероида је 9,38 а геометријски албедо 0,068.
Астероид је откривен 21. септембра 1909. године.